# Marble Bar
Marble Bar ist eine kleine Stadt in der Pilbara-Region im Norden Westaustraliens, 218 Kilometer südöstlich von Port Hedland. Nach Expertenmeinungen gilt sie als heißester Ort der Welt; der Ort bezeichnet sich selbst auf Werbeschildern an den Ortseingängen hingegen nur als „Hottest town in Australia“ (heißestes Städtchen Australiens). Vom 31. Oktober 1923 bis zum 7. April 1924 erreichte die Temperatur jeden Tag 100 Grad Fahrenheit (37,8 Grad Celsius). Im Dezember und Januar gelten Temperaturen von 45 Grad Celsius als normal und die durchschnittliche Tageshöchsttemperatur bleibt während sechs Monaten des Jahres über 37 Grad Celsius.
Marble Bar unterscheidet sich von anderen „Hotspots“ (dt. „heißen Stellen“), indem es sich in keiner besonderen geographischen Lage befindet, die solche Abweichungen der Temperatur verursachen könnten.
Der Name Marble Bar (marble: dt. Marmor) leitet sich von der örtlichen Jaspis-Formation ab, die von den ersten Siedlern mit Marmor verwechselt wurde.